# Renon Sport
Le Renon Sport (en allemand : Ritten Sport) est un club de hockey sur glace de Renon en Italie. Il évolue en Alps Hockey League, où se déroule en parallèle le Championnat d'Italie, l'élite italienne.

## Historique

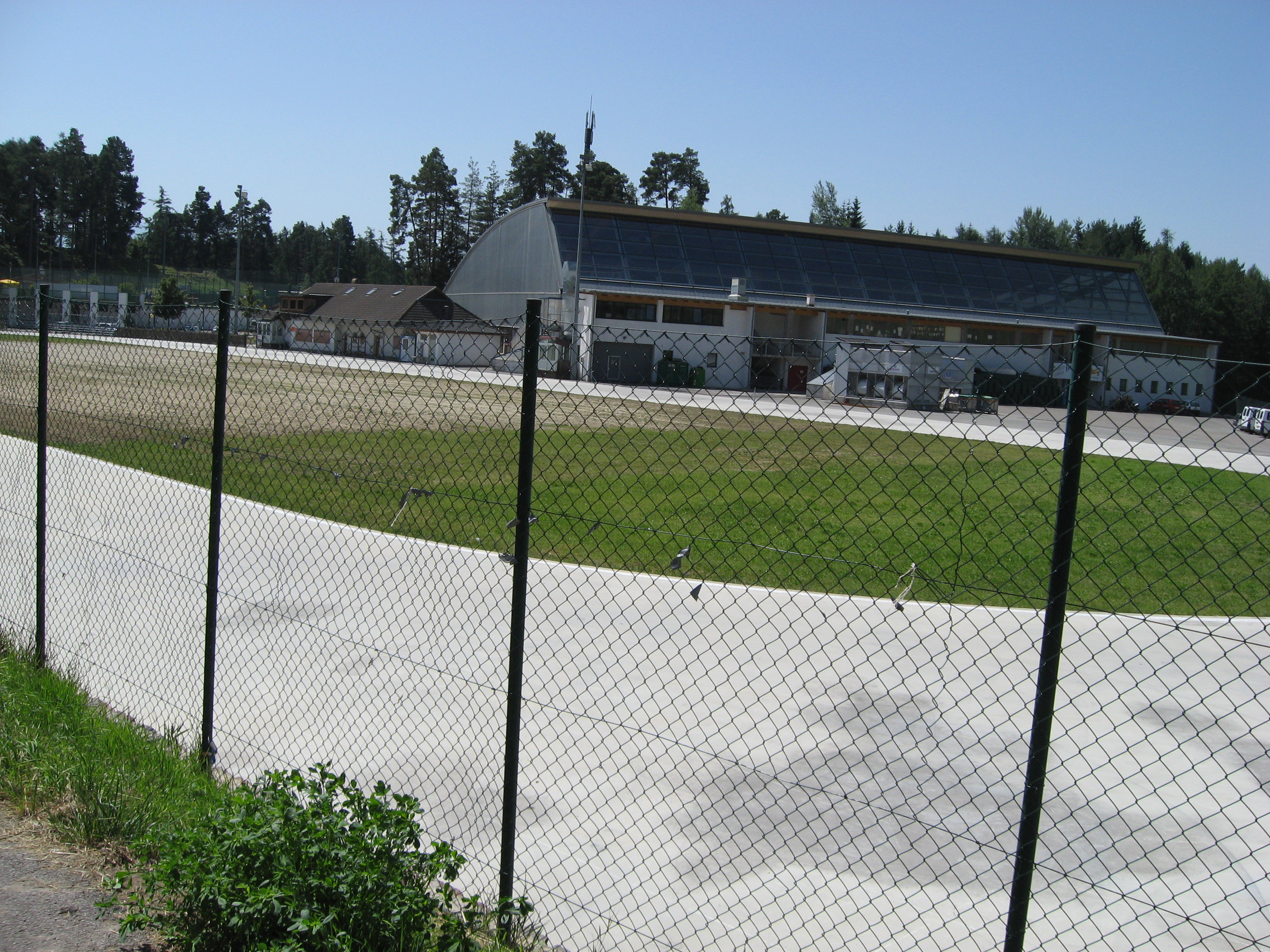
Arena Ritten.

Le club est créé en 1984 sous le nom de SV Renon (en allemand : Ritten Sportverein).
En 2004, le club remonte en Serie A, et change de nom en Renon Sport (en allemand : Ritten Sport).
À partir de 2014, le club apparaît comme étant le meilleur club italien (mis à part le HC Bolzano qui évolue dans le championnat autrichien), en remportant cinq titres entre 2014 et 2019.
À partir de 2016, les équipes de la Serie A sont reversées dans la 2e division autrichienne qui prend le nom d'Alps Hockey League. Le Renon Sport remporte la première édition. En parallèle le titre de champion d'Italie continue à être discerné.

## Palmarès
- Vainqueur de l'Alps Hockey League : 2017, 2024
- Vainqueur du Championnat d'Italie : 2014, 2016, 2017, 2018, 2019, 2024
- Vainqueur de la Coupe d'Italie : 2010, 2014, 2015
- Vainqueur de la Supercoupe d'Italie : 2009, 2010, 2017, 2018, 2019, 2024
- Vainqueur de la Serie B : 1986, 1999